# Dannenberg (Adelsgeschlecht)

Wappen derer von Dannenberg

Dannenberg, früher auch Tannenberg, ist der Name eines Adelsgeschlechts, das zum lüneburgischen Uradel gehört. Zweige des Geschlechts bestehen bis heute.
Von den alten Grafen von Dannenberg sowie den Freiherren von Tannberg oder Tannenberg (Dannenberg) ist das Geschlecht zu unterscheiden. Diese stammen aus Tirol und kamen 1729 nach Oberösterreich. Ebenso besteht keine Verwandtschaft zu den Freiherren von Tannenberg in Schwaben oder zu einem schlesischen Geschlecht von Dannenberg.

## Geschichte

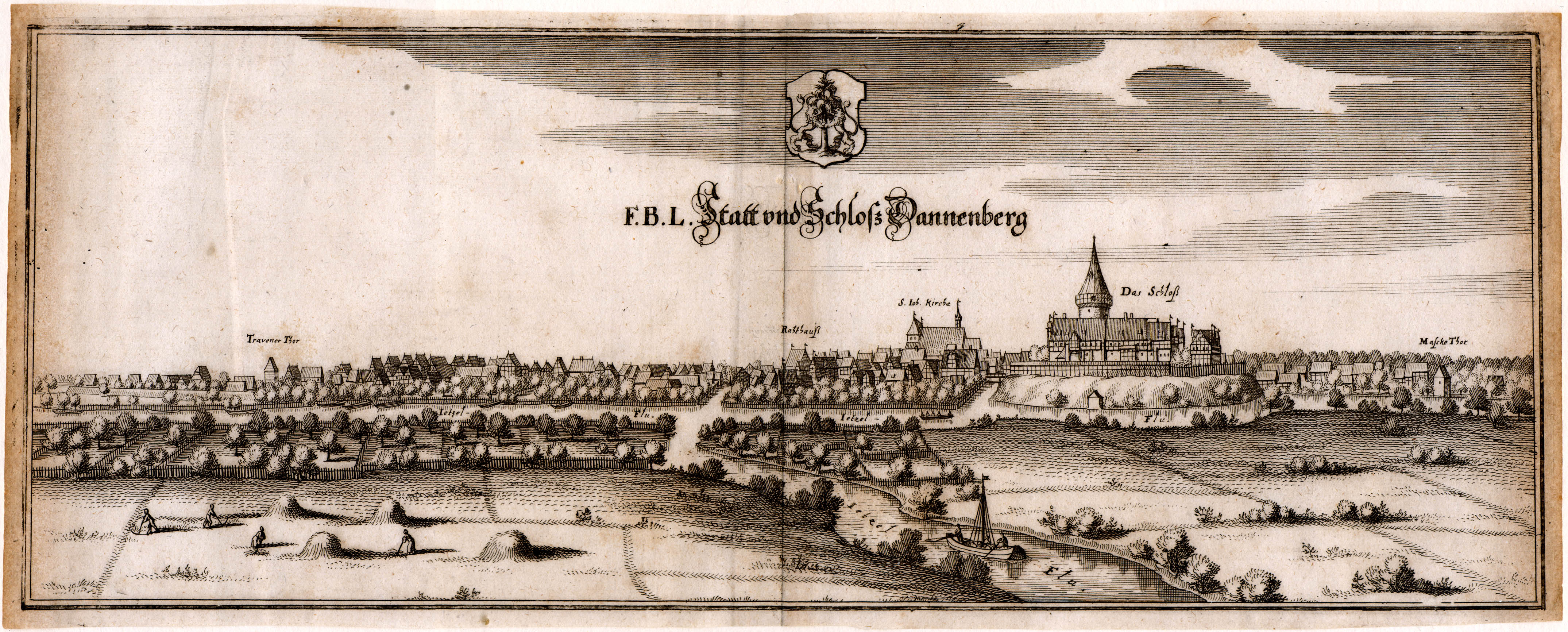
Dannenberg an der Elbe, Merian-Stadtansicht von 1645; rechts Schloss Dannenberg, von dem nur der Waldemarturm erhalten ist

Der Name leitet sich von der Stadt Dannenberg an der Elbe her. Urkundlich erscheint das Geschlecht zuerst mit Helingerus miles de Dannenberghe zwischen 1190 und 1195. Die urkundlich belegte Stammreihe beginnt 1237 mit Ernestus de Dannenberghe. Ritter Heinrich von Dannenberg siegelte 1282 mit dem Schachbalkenwappen.
Der Historiker Zedlitz-Neukirch führte das Geschlecht auf die Grafen und Herren der Grafschaft Dannenberg zurück, die in der gräflichen Linie in der zweiten Hälfte des 14. Jahrhunderts ausstarben. Auch die Historiker Jakob Christoph Beck und August Johann Buxtorf führten den Ursprung von den alten Grafen von Dannenberg her.
Graf Bernhard I. von Dannenberg (urkundlich 1227 bis 1266) hatte fünf Söhne, darunter Guncelinus (urkundlich 1264). Gunzel von Dannenberg soll der Vater Heinrichs gewesen sein, welcher nach der Abdankung seiner Agnaten 1303 zwar im Lüneburger Land blieb, aber mangels gräflichen Vermögens sich nur edler Herr von Dannenberg nannte.

### Stammvater der heute blühenden Linie
Heinrich von Dannenbergs Sohn Heinrich war Ritter und lebte noch 1375. Sein gleichnamiger Sohn urkundete 1350 bis 1397 und war Vater von Gebhard, Otto, Paridam und Segeband, von denen Gebhard und Paridam zwei Linien stifteten. Paridams Linie, aus der der braunschweig-lüneburgische Oberst Georg von Dannenberg († 1576) kam, der mit Dorothea von Bülow († 1593) verheiratet war, erlosch Ende des 16. Jahrhunderts. Die heute blühende Linie geht auf Gebhard zurück. Aus dieser kam Bernhard von Dannenberg, Erbherr auf Lüchow und Breselenz, dessen Söhne Heinrich und Christoph wiederum zwei Linien begründeten.

#### Linie Heinrich
Heinrich (belehnt 1560), Sohn des Bernhard von Dannenberg, stiftete eine eigene Linie. Aus dieser kam Heinrich von Dannenberg (* 1583), Erbherr auf Lüchow und Breselenz, braunschweig-lüneburgischer Geheimer Rat und Hofmarschall, Inspektor der Ämter Dannenberg und Lüchow, Hauptmann zu Isenhagen, Land-Drost des Fürstentums Grubenhagen, und Berghauptmann der Ober- und Unter-Harzischen Bergwerke. Ebenfalls aus dieser Linie kam Georg Paridam von Dannenberg, Erbherr auf Breselenz und Lüchow. Er war zweimal verheiratet, zuerst mit Magdalena Maria von Sporck. Nach deren Tod nahm er Margaretha von Dageförde zu Frau und als er 1668 starb, hinterließ er drei Töchter und sechs Söhne. Die Linie galt jedoch bereits 1742 als erloschen.

#### Linie Christoph
Die andre und noch heute bestehende Linie begründete Christoph, der andere Sohn Bernhards und Bruder Heinrichs. Er war erbgesessen auf Breselenz und Lüchow (belehnt 1560). Auch er war zweimal verheiratet, zuerst mit Margaretha von Estorff, dann mit Maria von Melzing. Er war Vater von zehn Kindern: sechs Töchtern und vier Söhnen. Sohn Otto starb in Frankreich. Nur Sohn Christoph, der Jüngere, führte den Stamm fort.

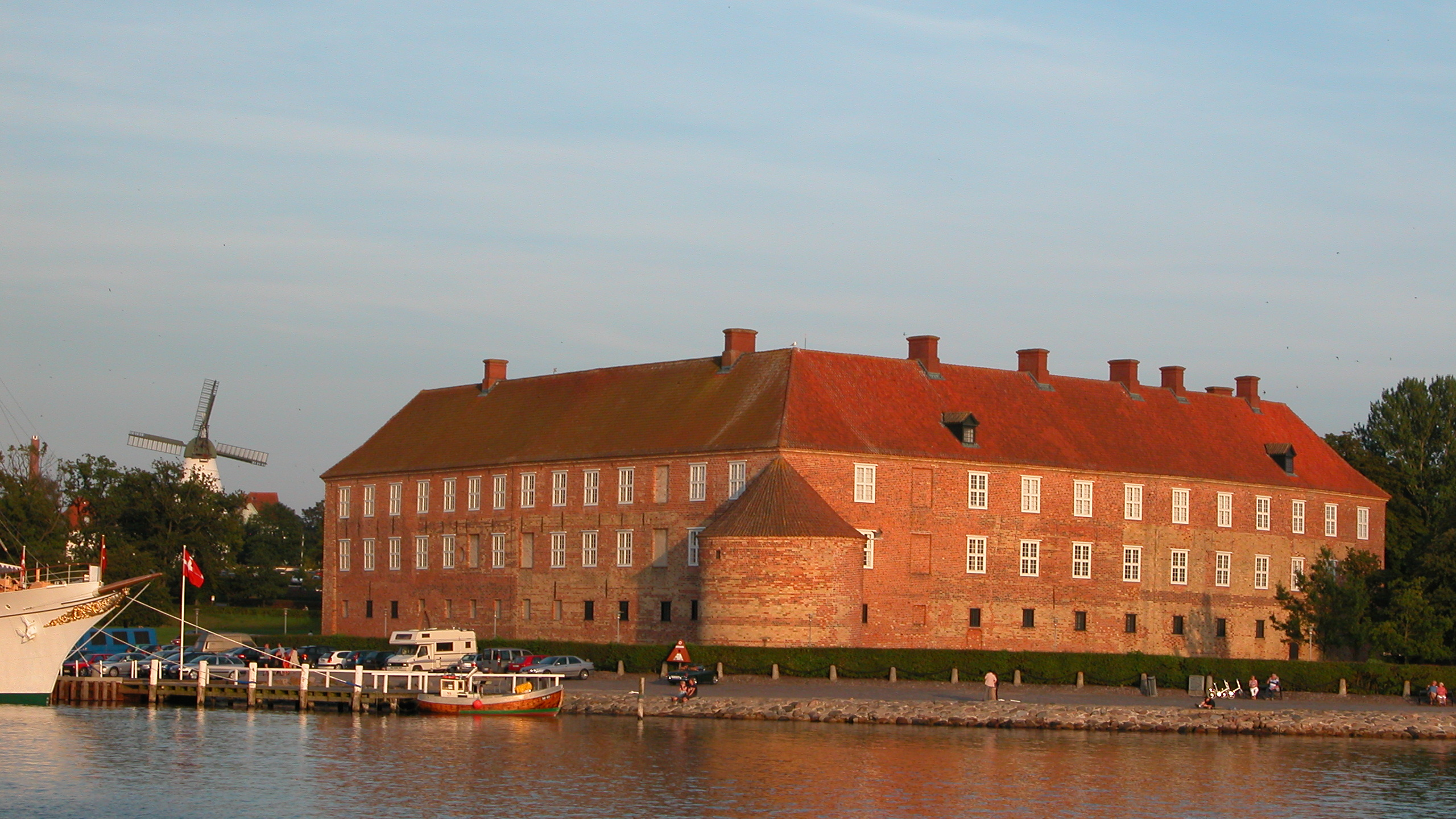
Herzogliches Schloss Sonderburg; hier lebte Margaretha Catharina von Dannenberg seit 1626

Christoph von Dannenberg († 1626) war der Erbherr auf Breselenz und Lüchow. Verheiratet war er mit Anna von Plato aus dem Hause Grabow († 1626).
Aus der Ehe kam die Tochter Margaretha Catharina (1607–1651). Nach dem Tod des Vaters hatte sie 1626 mit Schwester Hippolyta und Mutter vom Gut Breselenz nach Hamburg fliehen müssen, da die feindlichen Kaiserlichen Truppen durch den Niedersächsischen Kreis und das Herzogtum Lüneburg zogen, und da die Brüder in Kriegsdiensten standen. In Hamburg verstarb die schon vorher gesundheitlich angegriffene Mutter nach kurzer Zeit. Nun nahm die Herzogin Dorothea von Schleswig-Holstein-Sonderburg (1579–1639) beide Schwestern von Dannenberg an ihren Hof. Herzogin Dorothea war die Gemahlin Alexanders von Schleswig-Holstein-Sonderburg. Margaretha Catharina von Dannenberg bekleidete in Sonderburg etwa ein Jahrzehnt die Stelle einer Kammerjungfer. Als die Fürstin erkrankte und bettlägerig wurde, pflegte die junge Frau sie lange Zeit. 1636 heiratete Margaretha Catharina von Dannenberg auf Schloss Sonderburg Otto von Wackerbarth, Kammerjunker des Herzogs Johann Christian von Schleswig-Holstein-Sonderburg-Franzhagen und später herzoglich mecklenburgischer Hofmarschall. Sie starb 1651 in Schwerin im Alter von 44 Jahren. Ihre Schwester Hippolyta war verheiratet mit Hartwich von Bülow. Ihre Brüder waren Georg, oberster Kriegsrat und Kommandant auf dem Lüneburger Kalkberg, und Joachim Otto (* 1599), Erbherr von Breselenz und Lüchow, der neben Bruder Ernst Franz 1628 die Belehnung empfing. Er war anfangs Oberst unter dem schwedischen General Georg zu Braunschweig-Celle, dann unter dem schwedischen General Torstensson, und fiel 1647 in der Schlacht zu Neuhaldensleben, Heinrich Jakob von Dannenberg, der mit 18 Jahren zu Langstrassen in Holland starb, und der Oberstleutnant Ernst Franz von Dannenberg.
Ernst Franz von Dannenberg, auf Breselenz, Lüchow und Gnemer, braunschweig-lüneburgischer Oberstleutnant unter dem Oehmischen Regiment, führte allein das Geschlecht fort. Franz Oswald von Dannenberg war erst Oberstleutnant unter dem Bothmerischen Dragoner-Regiment zu Celle und wurde dort 1710 Oberst der Kavallerie. Im selben Jahr fiel er in Brabant. Verheiratet war er mit Maria Margaretha von Moltke († 1729). Sohn Heinrich Ludwig Georg (* 1699) diente einige Zeit im Regiment Kaiser Franz.
Im Jahre 1808 stand ein Freiherr von Dannenberg als Leutnant in dem Regiment der Gardes du Corps, der im Jahr 1825 als Major aus dem 7. Kürassier-Regiment schied. Weitere Glieder der Familie standen im Dienst der Preußischen Armee.
Das Grabmal eines Samuel Joh. von Dannenberg (* 24. Juni 1784 in Wiburg; † 18. Dezember 1838 in Tharandt), Russ. Kais. General-Major beim General-Stabe, Ritter vieler hoher Orden, mit deutscher und russischer Inschrift befand sich vormals im Stadtpark und steht heute auf dem Friedhof in Tharandt.

##### Stammvater der heute blühenden Zweige
Franz von Dannenberg (1756–1811) war Ritter des Johanniterordens und Gutsbesitzer auf Schloss Wehningen im Amt Neuhaus, dann auf Nees im Amt Grabow und Vor-Lüchow bei Kolborn. 1780 heiratete er Karoline Wilhelmine von Geusau (1756–1823), eine Tochter des kursächsischen Oberforst- und Wildmeisters Karl von Geusau und der Elisabeth Christine Gräfin zu Solms-Sonnenwalde. Aus der Ehe stammen die drei Söhne Franz, Ferdinand und Julius.

###### Zweig Franz
Franz von Dannenberg (1784–1858) war königlich hannöverscher Legationsrat und besaß Vor-Lüchow und Breselenz im Landkreis Lüchow-Dannenberg. Verheiratet war er seit 1810 mit Henriette von Kemnitz (1791–1856). Der Ehe entstammte Otto von Dannenberg (1812–1896), königlich hannöverscher Amtsrichter und Besitzer von Vor-Lüchow, seit 1855 Gemahl der Friederike von Arentschildt (1831–1895), eine Tochter des königlich hannöverschen Generals Arnold Daniel von Arentsschildt. Der Ehe entsprossen Sohn Georg und die Töchter Sophie, Anna und Klara. Georg von Dannenberg (1858–1931) erbte Vor-Lüchow. Er war Jurist, Mitglied des Deutschen Reichstags, des preußischen Landtags und der Nationalversammlung, sowie erster Grubenvorstandsvorsitzender des Dr.-Wilhelm-Sauer-Kali-Konzerns und Redakteur. Seit 1913 mit Hildegard Freiin von Oldershausen (1884–1949) vermählt, hatte er die beiden Kinder Anna Elisabeth (* 1915) und Ernst August (* 1914), späteren Besitzer von Vor-Lüchow und Sehlde bei Alfeld an der Leine. Ernst August war erst mit der 1917 geborenen Otta Gräfin zu Rantzau verheiratet, dann mit Barbara Gräfin Grote. Aus erster Ehe stammen der in Lübeck geborene Christoph und die auf Sehlde geborene Friederike von Dannenberg.

###### Zweig Ferdinand
Ferdinand von Dannenberg (1786–1867) war Besitzer von Leutesdorf im Landkreis Neuwied und preußischer Oberstleutnant a. D. Er heiratete 1817 in Frenz bei Köln Anna Maria Gräfin Beissel von Gymnich (1797–1875). Sohn Clemens (1819–1897) war preußischer Generalmajor und arbeitete bei der Einführung des Zündnadelgewehrs in der Preußischen Armee mit. Sein jüngerer Bruder Karl (1832–1919), preußischer Leutnant a. D., heiratete 1873 in New York Helen Louise Woods (1853–1932) und verpflanzte so einen Zweig des Geschlechts in die USA. Der erstgeborene Sohn Richard (1875–1946) war Makler in New York und dort seit 1905 mit Elinor Teackle (1880–1960) verheiratet. Der jüngere Sohn, Otto von Dannenberg, kam 1880 in Hamburg zur Welt und wurde Ingenieur bei der J. G. White Engineering Company. 1922 heiratete er in New York die im Jahr 1900 geborene Frances Margaret Hodgson. 1960 lebten sie in Jamshedpur in Indien.
Eine Schwester von Clemens und Karl war Mauritia von Dannenberg (1828–1912), die seit 1853 mit dem ehemaligen Staatsminister des Herzogtums Nassau (1834–1842), Carl Wilderich Graf von Walderdorff, verheiratet war.

###### Zweig Julius
Julius von Dannenberg (1789–1862) war preußischer Rittmeister a. D. und Besitzer von Gut Wessin. Er heiratete 1818 auf Gut Kosemitz im Kreis Frankenstein Charlotte von Netz (1798–1857), Tochter des Landesältesten Ernst Heinrich von Netz auf Kosemitz. Sohn Ferdinand von Dannenberg (1818–1893) wurde preußischer General der Infanterie. In Berlin heiratete er 1844 Wilhelmine von Bastineller (1824–1900), Tochter des königlich westphälischen Generals Karl Gottlob von Bastineller (1764–1830), Kommandeur des 1. Westfälischen Kürassier-Regiments, und der Wilhelmine von Winterfeldt. Sohn Arthur von Dannenberg (1847–1927) heiratete 1882 in Zwickau Anna Falck (1847–1934), eine Tochter des Fabrikanten Karl Falck. Aus der Ehe kam der 1884 in Berlin geborene Walter von Dannenberg. Er war preußischer Rittmeister a. D. und Syndikus. Gestorben ist er 1956 in Mannheim. 1924 hatte er in Hannover die im Jahr 1900 geborene Helene von der Wense geheiratet. Der Ehe entsprossen zwei Söhne, Ferdinand und Karl, und eine Tochter Martina. Der 1925 in Mannheim erstgeborene Sohn Ferdinand von Dannenberg fiel am 1. Januar 1945 am Plattensee in Ungarn.

## Wappen
Das Stammwappen (1282) zeigt im von Blau und Silber geschachten Schilde zwei goldene Balken. Auf dem Helm mit blau-goldenen Decken ein offener, wie der Schild bezeichneter Flug.
Der Schild der Grafen von Dannenberg zeigte einen oder auch zwei Löwen, später zusätzlich einen Tannenbaum.

## Besitzungen
Rittergüter:
- Vor-Lüchow bei Kolborn, seit Anfang des 14. Jahrhunderts
- Nees im Amt Grabow
- Wehningen im Amt Neuhaus
- Breselenz im Landkreis Lüchow-Dannenberg
- Sehlde bei Alfeld an der Leine
- Leutesdorf im Landkreis Neuwied
- Wessin im Landkreis Ludwigslust-Parchim
- Tiefensee im Landkreis Nordsachsen
- Schönenworth im Kehdinger Land
- Gneumer

## Bekannte Familienmitglieder
- Clemens von Dannenberg (1819–1897), preußischer Generalmajor
- Ferdinand von Dannenberg (1818–1893), preußischer General der Infanterie
- Georg von Dannenberg (1858–1931), Jurist, Redakteur und Mitglied des Deutschen Reichstags